# Пещера Магила
Пещера Магила (Магелана) (арм. Մագիլի (Մագելանի) քարանձավ) — карстовая пещера в Вайоц дзорском районе Армении, считается одной из самых больших в Армении. Исследована только до глубины 1,7 км. В пещере имеется множество коротких ответвлений, которые до сих пор полностью не исследованы. Пещера получила имя в честь охотника Магелана Аракеляна (открыл пещеру в 1980 году), которого коротко называли Магил.
Пещера Магила была населена в эпоху неолита. Об этом свидетельствуют найденные в пещере медвежьи кости, каменные орудия труда и другие предметы. Благодаря глубине в пещере постоянная температура составляет 14°С (58 °F). Вход в пещеру настолько узкий, что только один человек может пройти. В пещере найдены места скопления сталактитов и сталагмитов.
В пещере обитают восемь видов летучих мышей, шесть из которых включены в Красную книгу Армении. В 2005 году в пещере открыли большую материнскую колонию аракских ночниц (около 600 особей).